# Desa Jadimulya (administrativ by i Indonesien, lat -7,60, long 108,47)
Desa Jadimulya är en administrativ by i Indonesien.   Den ligger i provinsen Jawa Barat, i den västra delen av landet, 240 km sydost om huvudstaden Jakarta.